# Позуело де Аларкон
Позуело де Аларкон (шп. Pozuelo de Alarcón) град је у Шпанији у аутономној заједници Мадрид у покрајини Мадрид. Према процени из 2008. у граду је живело 81.365 становника.

## Становништво
Према процени, у граду је 2008. живело 81.365 становника.
| 1981.  | 1991.  | 2001.  |
| ------ | ------ | ------ |
| 29.756 | 48.328 | 68.214 |

## Партнерски градови
- Познањ
- Иси ле Мулино